# Greys Court

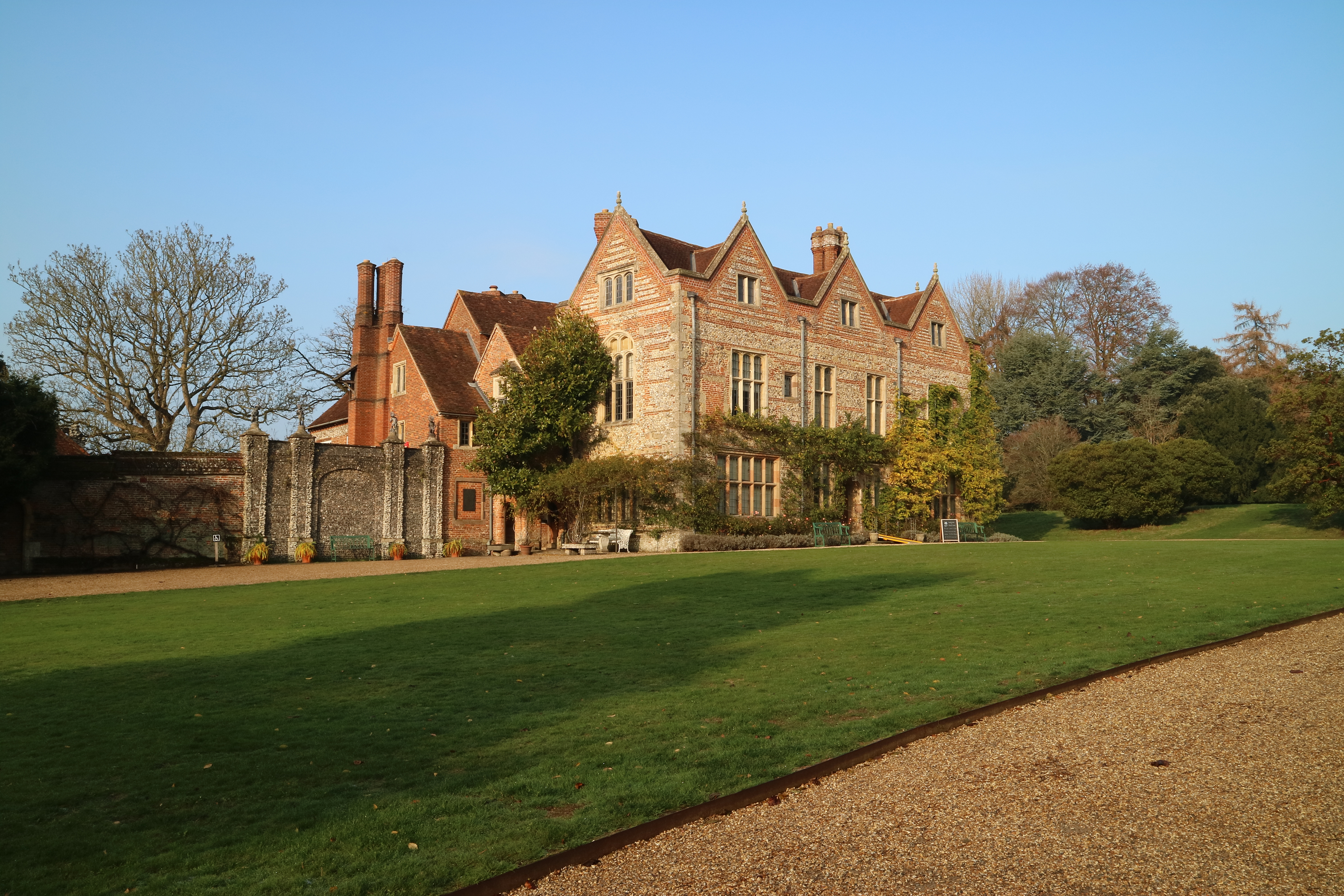
Greys Court 2018

Greys Court ist ein Landhaus im Dorf Rotherfield Greys am Südende der Chiltern Hills bei Henley-on-Thames in der englischen Grafschaft Oxfordshire. Das Haus im Tudorstil, das inmitten von Gärten liegt, gehört dem National Trust und ist öffentlich zugänglich.

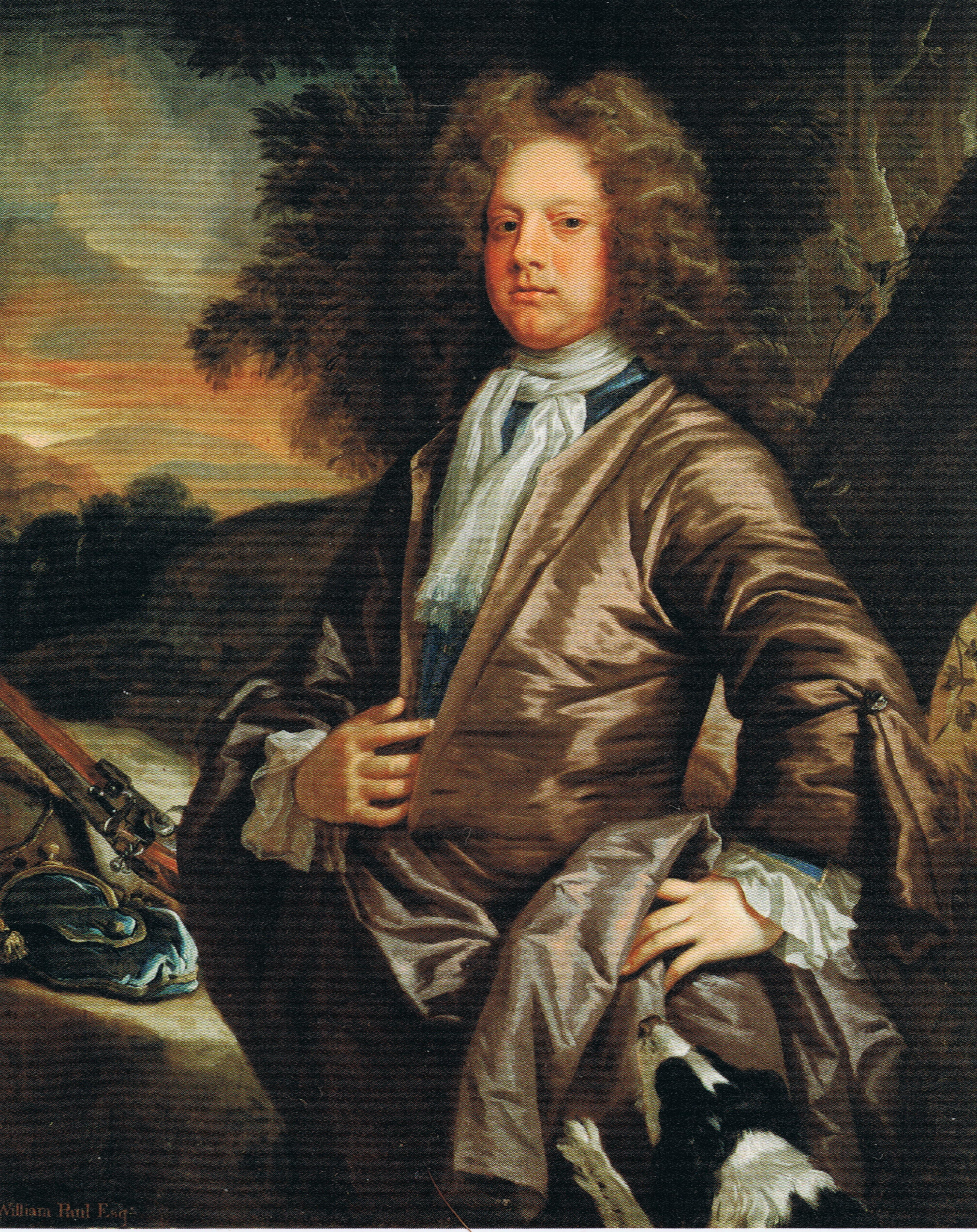
William Paul Esq. of Bray (1673–1711), Porträt von John Closterman. Sein VaterJames kaufte Greys Court 1688.

## Übersicht
Der Name des Landhauses ist von einer alten Verbindung zur Familie Grey, Nachfahren des normannischen Ritters Anchetil de Greye abgeleitet. Das Anwesen und die Grundherrschaft von Rotherfield Greys, auf dem Greys Court liegt, ist explizit im Domesday Book von 1086 erwähnt.
Das größtenteils im Tudorstil erbaute Haus hat einen Hof und Gärten. In den eingefriedeten Gärten findet man altmodische Rosen und Blauregen, einen Zier-Gemüsegarten, ein Rasenlabyrinth (Gras mit Plattenwegen, geweiht von Erzbischof Robert Runcie am 12. Oktober 1981) und ein Eishaus. In den Gärten befindet sich ein mittelalterlicher Wehrturm von 1347, der einzige Rest der früheren Burg, von dem aus man die Gärten und die umliegende Landschaft überblicken kann. Ebenfalls gibt es in den Gärten eine Tretmühle aus der Tudorzeit, in der ein Esel Wasser aus einem Brunnen heraufpumpen musste.
Das Landhaus ist als Familiendomizil ausgestattet; im Inneren gibt es außergewöhnlich schöne Stuckarbeiten.
James Paul kaufte das Haus 1688 und es fiel 1724 über das Witwenvermögen der Tochter seines Sohnes William an Sir William Stapleton, 4. Baronet. 1937 kauften Sir Felix Brunner und seine Gattin, Lady Elizabeth Brunner-Irving, die Enkelin des Schauspieler-Managers aus der viktorianischen Ära Henry Irving, das Landhaus. 1969 vermachten sie das Anwesen dem National Trust, wobei die Familie bis zum Tod von Lady Brunner 2003 noch im Haus lebte.

## Fernsehen
Greys Court tauchte 2012 in der Episode von Downton Abbey auf, als die Familie Crawley ihr Anwesen besuchte, das im Film „Eryholme“ hieß. Das Haus wurde von verstorbenen Gatten der Gräfin als Jagdschloss genutzt. Als Lord Grantham sich Downton Abbey nicht länger leisten konnte, diskutierten er und Cora die Möglichkeit, dass die Familie dorthin umziehen sollte und sie das Anwesen in „Downton Place“ umbenennen sollten.
In der ITV-Serie Agatha Christie's Poirot tauchte das Haus 2013 ebenfalls auf. In der Verfilmung von Elefanten vergessen nicht ist Greys Court das Haus eines der Leute, die Ariadne Oliver besucht, während sie den Fall untersucht. Die Episode wurde am 9. Juni 2013 ausgestrahlt.
Das Haus wurde auch für Außenaufnahmen in einer Episode der Serie 14 von Inspector Barnaby als Midsomer Priory genutzt.